# 티에리 랭쿠
티에리 랭쿠(프랑스어: Thierry Lincou, 1976년 4월 2일 ~ )는 프랑스의 스쿼시 선수이다. 그는 2004년 1월 세계 1위 랭킹에 도달하였다. 그 해, 랭쿠는 월드 오픈과 슈퍼 시리즈 파이널스 양쪽 다 우승하였다.
랭쿠는 1994년 프로 스쿼시 서킷에 들어온 이후로 꾸준히 랭킹이 올라가는 가운데, 엘리트 급 경기를 선보이며 많은 기쁨을 누렸다. 그는 피터 니콜, 조나돈 파워, 데이비드 파머, 리 비칠을 포함한 세계 최고 선수들을 모두 제압하였다. 랭쿠는 현재 활동하는 가장 견실한 선수 중의 한명으로서, 2003년 PSA 행사에서 9번이나 준결승에 진출하고, 2005년 내내 세계 랭킹 1위를 지켜내기도 했다.
2003년, 랭쿠는 세계 팀 스쿼시 선수권 대회에서 오스트레일리아를 맞아서 준우승을 차지한 프랑스 대표팀 선수였다.

## 같이 보기
- 스쿼시 선수 목록